# Гавринев, Иван Леонтьевич
Иван Леонтьевич Гавринев (1926, Ростовская область, РСФСР, СССР — ?) — советский работник строительной отрасли, бригадир бетонщиков, Герой Социалистического Труда.

## Биография
Работал бригадиром комплексной бригады на строительстве шахт в Ростовской области, в частности при строительстве шахты имени 60-летия Ленинского комсомола и шахты «Обуховская-Западная» объединения «Гуковуголь».
Его награда Героя Социалистического Труда находится в Гуковском музее шахтерского труда им. Л. И. Микулина.

## Награды
- Указом Президиума Верховного Совета СССР от 8 мая 1979 года бригадиру бетонщиков шахтостроительного управления № 8 комбината «Ростовшахтострой» Ростовской области Гавриневу Ивану Леонтьевичу присвоено звание Героя Социалистического Труда с вручением ордена Ленина и золотой медали «Серп и Молот».[2]
- Также награждён медалями.
- «Заслуженный строитель РСФСР».[3]